# خمسينية
الخمسينية هي حركة دينية بروتستانتية ظهرت في الولايات المتحدة الأمريكية في أواخر القرن التاسع عشر والقرن العشرين، وتتميز هذه الحركة بالإيمان بأن جميع المسيحيين بحاجة لأن يعيشوا اختبارا فريدا لكي يكونوا مسيحيين فعلا، ويسمى هذا الاختبار بمعمودية الروح القدس.
وهذا الاختبار يجب أن يكون مطابقا لما عاشه رسل المسيح الاثنا عشر، بحسب ما ورد في الكتاب المقدس عندما حل عليهم الروح القدس في اليوم الخمسين لصعود المسيح للسماء (يوم العنصرة). وكان حلول الروح عليهم جلياً من خلال عدة علامات، أبرزها: التكلم بألسنة مختلفة، التنبؤ، وشفاء المرضى.
في القرن التاسع عشر انشقت الحركة الخمسينية عن حركة القداسة، ولكنها حافظت على بعض مبادئ الحركة التي خرجت منها وفي مقدمتها التشديد على حرفية الكتاب المقدس، والتأكيد على الصرامة الأخلاقية.
يربط تأسيسها بالقس تشارلز إف بارهام (1873-1929)، ووليام جي سيمور (1870-1922). اليوم هناك طوائف خمسينية كثيرة في الولايات المتحدة وفي بقية أنحاء العالم، خصوصا في دول الكاريبي وأمريكا الجنوبية وأفريقيا. والمسيحيون الخمسينيون ليسوا مجبرين على التخلي عن كنائسهم الأصلية التي ينتمون إليها في حال انتمائهم للحركة الخمسينية.
يعتبر البعض بأن الحركة الخمسينية هي أسرع الحركات المسيحية انتشارا ونموًا في العالم؛ فقد ازداد عدد معتنقيها من 72 مليون عام 1960 إلى 525 مليون عام 2000. في عام 2005 خلصّت دراسة قدمت إلى اجتماع لجمعية العلوم السياسية الأمريكية، إلا أن الطائفة الأكثر نموًا في البلدان غير الغربية، هي الحركة الخمسينية والتي وصفتها بأنها الدين الأسرع نموًا في العالم.